# Ctenotus labillardieri
Ctenotus labillardieri este o specie de șopârle din genul Ctenotus, familia Scincidae, descrisă de Auguste Henri André Duméril și Bibron 1839. Conform Catalogue of Life specia Ctenotus labillardieri nu are subspecii cunoscute.